# Cosmopolitan (Seattle)
Cosmopolitan is een gebouw in het centrum van Seattle. Het gebouw telt 34 verdiepingen en is 100,6 meter hoog. Daarmee is Cosmopolitan het op 37 na hoogste gebouw van Seattle. De bouw begon in 2005 en werd voltooid in 2007. Het appartementencomplex is in de postmoderne stijl gebouwd en herbergt 253 woningen, die beginnen vanaf de 10e verdieping. De eerste 8 verdiepingen zijn onderdeel van een parkeergarage met 181 parkeerplaatsen.
Cosmopolitan is gemaakt van gewapend beton, aluminium en glas.